# Storbritanniens regering

Brittiska regeringens vapen i England och Wales samt Nordirland, med Sankt Edvards krona och Strumpebandsorden.

Brittiska regeringens vapen i Skottland med den skotska kronan och Tistelorden.

Storbritanniens regering (engelska: His Majesty’s Government ’Hans Majestäts regering’) utgör den verkställande makten i Storbritannien. Sedan 5 juli 2024 är Storbritanniens regering Keir Starmers ministär.

## Sammansättning
Storbritanniens regering består av cirka 100 personer som vanligtvis alla är ledamöter av parlamentet. En mindre del av dessa ingår i kabinettet.
Regeringen leds av premiärministern som utses av monarken och som av sedvana är ledaren för majoriteten i underhuset. Övriga ministrar, alltså cirka ett hundratal, utses av monarken på förslag av premiärministern. Vilka av dessa som får ingå i kabinettet bestämmer premiärministern, men vissa viktiga ministrar har alltmer under 1900-talet blivit självskrivna medlemmar i kabinettet. Flertalet av alla ministrarna har säte i underhuset, men några återfinns också i överhuset. Alla dessa är såväl individuellt som kollektivt ansvariga inför underhuset.
Kabinettsmedlemmarna är i huvudsak departementschefer för ministerial departments "ministeriella departement", som leds av ministrar som ofta men inte alltid ingår i kabinettet. Utöver kabinettsmedlemmarna ingår i Storbritanniens regering även departementschefer för non-ministerial departments "icke-ministeriella departement", som inte är lika politiskt viktiga ministerier, såsom motsvarigheten till svenska Tullverket (Her Majesty's Revenue and Customs), liksom de högsta åklagarnas kontor etc. De kan i viss mån jämföras med generaldirektörer i Sverige. I ministeriernas ansvar ingår ofta underordnade myndigheter, som kallas executive agencies. Även biträdande departementschefer som benämns Minister of State, understatssekreterare (Parliamentary Under-Secretary of State) och kronjurister såsom Attorney General ingår i regeringen.
Det kan även utses en biträdande premiärminister (Deputy Prime Minister), ofta benämnd First Secretary of State och som är kabinettsmedlem. I David Camerons första regering besattes dessa två poster av två olika personer, men så har det inte varit varken före eller efter den regeringen.

### Kabinettet
Regeringens inre kärna kallas kabinettet (Cabinet of the United Kingdom), och motsvaras i Sverige av regeringen. Kabinettet utgör samtidigt ett utskott inom monarkens officiella råd, Privy Council (kronrådet), inom vilket formellt monarkens beslut fattas. Om de utsedda kabinettsmedlemmarna inte redan är medlemmar där utnämns de samtidigt till det, det vill säga till privy councillors.
Kabinettet, där ordet kabinett betyder litet rum, utvecklades som en mer lätthanterlig del (ett utskott) och privat konferens inom detta råd och bland statsförvaltningens myndighetschefer, som båda består av hundratals personer. Vilka av alla ministrarna och myndighetscheferna i förvaltningen som fick delta där bestämdes enbart av premiärministern och inte formellt av monarken, eftersom det var premiärministerns privata konferens och inte ett officiellt organ. Under tidigt 1900-tal kunde kabinettets storlek variera mellan som lägst 8 personer till som högst 23 personer.
Kabinettet och premiärministern nämndes officiellt inte i lagstiftningen förrän år 1937 genom Ministers of the Crown Act 1937, då regeringens och oppositionens (skuggregeringens) löner med mera lagreglerades. Premiärministern benämndes dessförinnan officiellt enbart som förste skattkammarlord, men i dagligt tal kallades regeringschefen premiärminister ända sedan 1700-talet.
Kabinettet består idag av cirka 22 personer och sammanträder i premiärministerns tjänstebostad och kontor på 10 Downing Street i London varje vecka. Förutom premiärministern ingår de viktigaste departementscheferna som numera i princip alltid innehar ministertiteln Secretary of State (förutom finansministern som benämns Chancellor of the Exchequer) och ytterligare några politiska ämbetsmän, till exempel över- och underhusledarna.
Även justitieministern har sedan Tony Blairs regering en sådan ministertitel (Secretary of State for Justice). Denne minister är samtidigt lordkansler, vilket tidigare var justitieministerns enda ministertitel.

## Lista över Storbritanniens regeringar sedan 1964
| Regering     | Från             | Till             | Premiärminister   | Parti(er)                         |
| ------------ | ---------------- | ---------------- | ----------------- | --------------------------------- |
| Wilson I     | 16 oktober 1964  | 31 mars 1966     | Harold Wilson     | Labourpartiet                     |
| Wilson II    | 31 mars 1966     | 19 juni 1970     | Harold Wilson     | Labourpartiet                     |
| Heath        | 19 juni 1970     | 4 mars 1974      | Edward Heath      | Konservativa                      |
| Wilson III   | 4 mars 1974      | 10 oktober 1974  | Harold Wilson     | Labourpartiet                     |
| Wilson IV    | 10 oktober 1974  | 5 april 1976     | Harold Wilson     | Labourpartiet                     |
| Callaghan    | 5 april 1976     | 4 maj 1979       | James Callaghan   | Labourpartiet                     |
| Thatcher I   | 4 maj 1979       | 9 juni 1983      | Margaret Thatcher | Konservativa                      |
| Thatcher II  | 9 juni 1983      | 11 juni 1987     | Margaret Thatcher | Konservativa                      |
| Thatcher III | 11 juni 1987     | 28 november 1990 | Margaret Thatcher | Konservativa                      |
| Major I      | 28 november 1990 | 9 april 1992     | John Major        | Konservativa                      |
| Major II     | 9 april 1992     | 2 maj 1997       | John Major        | Konservativa                      |
| Blair I      | 2 maj 1997       | 7 juni 2001      | Tony Blair        | Labourpartiet                     |
| Blair II     | 7 juni 2001      | 5 maj 2005       | Tony Blair        | Labourpartiet                     |
| Blair III    | 5 maj 2005       | 27 juni 2007     | Tony Blair        | Labourpartiet                     |
| Brown        | 27 juni 2007     | 11 maj 2010      | Gordon Brown      | Labourpartiet                     |
| Cameron I    | 11 maj 2010      | 7 maj 2015       | David Cameron     | Konservativa, Liberaldemokraterna |
| Cameron II   | 7 maj 2015       | 13 juli 2016     | David Cameron     | Konservativa                      |
| May I        | 13 juli 2016     | 11 juni 2017     | Theresa May       | Konservativa                      |
| May II       | 11 juni 2017     | 24 juli 2019     | Theresa May       | Konservativa                      |
| Johnson I    | 24 juli 2019     | 13 december 2019 | Boris Johnson     | Konservativa                      |
| Johnson II   | 13 december 2019 | 6 september 2022 | Boris Johnson     | Konservativa                      |
| Truss        | 6 september 2022 | 25 oktober 2022  | Liz Truss         | Konservativa                      |
| Sunak        | 25 oktober 2022  | 5 juli 2024      | Rishi Sunak       | Konservativa                      |
| Starmer      | 5 juli 2024      |                  | Keir Starmer      | Labourpartiet                     |